# Werknesh Kidane
Werknesh Kidane, etiopska atletinja, * 21. november 1981, Maychew, Etiopija.
Nastopila je na poletnih olimpijskih igrah v letih 2000, 2004 in 2012, dvakrat je osvojila četrto mesto v teku na 10000 m in sedmo mesto v teku na 5000 m. Na svetovnih prvenstvih je osvojila srebrno medaljo v teku na 10000 m leta 2003.